# Museu del cinema de Changchun
El Museu del cinema de Changchun (xinès simplificat: 长影旧址博物馆, pinyin: Chángyǐng Jiùzhǐ Bówùguǎn, literalment 'Museu de l'antiga seu de Changying') és un museu de la ciutat de Changchun, a Jilin, el nord-est de la República Popular de la Xina. Com el nom inidica, s'ubica a l'antiga seu de la Changying, o estudi de cinema de Changchun, un edifici que és considerat patrimoni cultural nacional de la República Popular de la Xina.

## L'edifici
El museu ocupa una àrea de 46.137 metres quadrats. L'antiga seu de l'estudi de cinema de Changchun fon construïda durant l'ocupació japonesa de Manxúria, com a seu de la Manying. La construcció es finalitza el 1939, i estaria en actiu durant la Segona Guerra Mundial. El 1949, la Dongbei es trasllada a la ciutat de Changchun, prenent l'edifici com a seu. Amb el pas dels temps, aquell edifici caigué en desús. El 2002, es va començar a utilitzar com atracció turística, però no seria fins 2008 que es rehabilitaria, obrint oficialment el museu el 2011. El 2013, la seu fon declarada patrimoni cultural nacional.
Al museu s'han fet cerimònies d'apertura i clausura del Festival de Cinema de Changchun.

## El Museu
Al Museu s'hi mostra la història del cinema xinés, des del punt de vista empresarial així com les fites de l'estudi de cinema de Changchun, que fou la productora de les set primeres, unes set pel·lícules que foren la primera del seu tipus en la història de la República Popular. S'hi reprodueixen reconstruccions de pel·lícules, materials de les produccions originals i hi ha una museografia moderna.